# Torpedo marmorata
La torpedine marmorata (Torpedo marmorata), conosciuta localmente come torpedine marezzata o torpedine bruna o torpedine marmorizzata,  è una torpedine della famiglia Torpedinidae.

## Habitat e distribuzione
Reperibile nell'Oceano Atlantico orientale, dal nord dell'Inghilterra fino al Capo di Buona Speranza in Sudafrica, e nel Mar Mediterraneo, da pochi metri di profondità fino a oltre 250, di solito a temperature inferiori ai 20 °C. È una specie bentonica e notturna, che vive su fondali sabbiosi.

## Descrizione
Corpo di forma circolare di colore da bruno-violaceo a giallo-grigio, con chiazze scure e con la coda corta. Fino ad un metro di diametro.

## Comportamento
Gli organi elettrici si sviluppano negli embrioni già molto piccoli, diventando funzionali prima della nascita. I neonati sono già in grado di emettere scariche per catturare le prede. Possono produrre scariche fino a 220 volt.

## Riproduzione
Specie vivipara, i neonati misurano da 10 a 14 centimetri circa.

## Alimentazione
Si nutre di pesci, catturati grazie agli organi elettrici.